# Pagyda argyritis
Pagyda argyritis là một loài bướm đêm trong họ Crambidae.